# Carlota Pi
Carlota Pi Amorós (Barcelona, 1976) es una ingeniera y empresaria española. Junto a otros dos ingenieros, Oriol Vila y Ferran Nogué, creó en 2010 la comercializadora eléctrica Holaluz, empresa que comenzó a cotizar en el Mercado Alternativo Bursátil (MAB) en 2019.

## Biografía
Carlota Pi nació en Barcelona en 1976. Ingeniera por la Universidad Politécnica de Barcelona y MBA de IESE, Universidad de Navarra, donde fue alumna de José Antonio Segarra.

## Holaluz
2010 asume la presidencia de Holaluz; en octubre de 2013 la compañía ganó la primera compra colectiva de electricidad que organizó la Organización de Consumidores y Usuarios (OCU). Este hito permitió que la empresa pasara de 2.500 a 25.000 clientes en cinco semanas. La compañía contaba en 2019 con 180 000 clientes y facturaba 180 millones de euros. Durante su gestión, la comercializadora suscribió acuerdos con productores de energía limpias de origen hidráulico, solar, biogás o termoeléctrico, y obtuvieron certificados de electricidad verde de la Comisión Nacional de la Energía (CNE).

## Distinciones
100 Most Creative People in Business por Forbes en 2016
Premio AED al directivo del Año 2017, de la Asociación Española de Directivos (AED).
Premio Rey Jaume I al emprendimiento 2019.
Premio eWoman a la Emprendeduría by PMP Prêt-à-Porter cases.
Premios Cinco Dias 2021 directivo más innovador.

## Controversias
En mayo de 2024 se anunció que el equipo directivo de Hola Luz, del que Pi es presidenta, se había subido el sueldo un 20% mientras despedía a 300 empleados y quintuplicaba sus pérdidas. 